# Mararía
Pour plus de détails, voir Fiche technique et Distribution.
Mararía est un film espagnol réalisé par Antonio José Betancor, sorti en 1998.

## Synopsis
À Lanzarote, dans les années 1930, un vulcanologue anglais et un physicien basque se disputent les faveurs d'une habitante de l'île, Mararía.

## Fiche technique
- Titre : Mararía
- Réalisation : Antonio José Betancor
- Scénario : Antonio José Betancor et Carlos Álvarez d'après le roman de Rafael Arozarena
- Musique : Pedro Guerra
- Photographie : Juan Ruiz Anchía
- Montage : Guillermo Represa
- Production : Andrés Santana et Mark Wild
- Société de production : Mararía PC, Aiete Films, Ariane Films, DMVB Films et Fábrica de Imágenes
- Pays :  Espagne
- Genre : Drame et historique
- Durée : 109 minutes
- Date de sortie : 1998

## Distribution
- Carmelo Gómez : Fermín
- Iain Glen : Bertrand
- Ulises Hernández : D. Antonio
- Goya Toledo : Mararía
- Mirta Ibarra : Herminia
- José Manuel Cervino : Marcial
- Manuel Manquiña : Geito
- Francisco Casares : D. Leandro
- Miguel Alonso : Isidoro
- Cyra Toledo : Doña Mercedes
- Gloria del Toro : Carmen
- Juli Mira : Sebastián
- Antonio Dechent : Lázaro
- José Batista : Alfonso
- Chamaida Santana : Sarito
- Juan Carlos Romero : Jesusito
- Serapio Rojas : Manuel
- Carlos Quintana : Pereyra

## Distinctions
Le film a été nommé pour cinq prix Goya et a reçu celui de la meilleure photographie.